# フリー・ハグズ

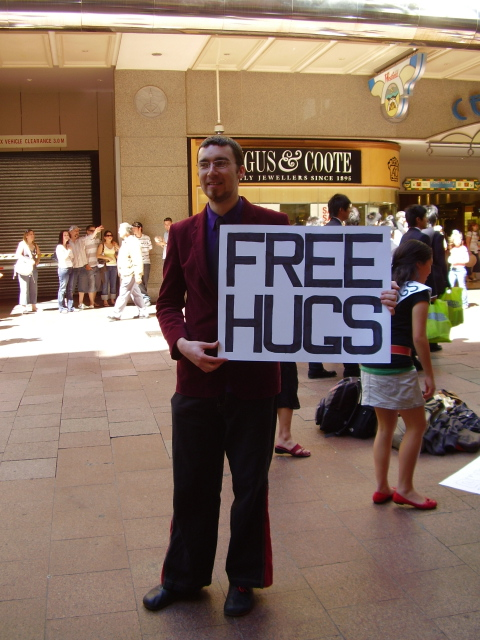
Juan Mann

フリー・ハグズ (Free Hugs Campaign、Free Hugs、フリー・ハグ、フリー・ハグズ) はアメリカのジェイソン・ハンターJason Hunterが2001年頃に始めた活動で、その後インターネットを通じて世界に広まった活動である。

## 概要
フリー・ハグズとは街頭で見知らぬ人々とハグ (抱擁) をして、素晴らしい何か（愛・平和・温もりなど）を生み出すために行われる活動。特定の団体などは存在せず、個々で自由に行われている。又、その目的も様々である。

## 歴史
2001年、アメリカのジェイソン・ハンターが始めた活動である。彼は母親の死後「フリー・ハグズ」と書かれたプレートを持ってマイアミの海岸を歩いた。それは、多くの人に愛された母親を亡くし、ジェイソンが大切なことに気付いたからである。彼の母親は、たくさんの人々を抱きしめ、どんなに"あなた"が大切であるかを伝える素敵な人であった。
そしてジェイソンは
「私たちの仕事がなんであれ、私たちにできる大切なことは、私たちが自ら歩み寄ることによって他者を助け、励ますことではないか」「親切で励みになる行動が、私たちの日常に変化を与えてくれるだろう」
それを示す行動がフリー・ハグズであり、ジェイソンはこのメッセージを多くの人に伝えようとフリー・ハグズというプレートを持ってマイアミの浜辺を歩き始めた。これがフリー・ハグズの始まりである。

### 成り立ち
2002年に始まり日本で有名になる2006〜2007年までにアメリカではさまざまなメディアで取り上げられている。
日本で有名になったきっかけは、2006年9月22日にYouTubeに公開され2006年12月までに1500万もの閲覧を獲得してきたこの動画である。
Sick Puppies - All The Same - YouTube
この動画は2007年のYouTubeインスピレーション部門でビデオアワードを受賞している。そのためか多くの人がこの動画がフリー・ハグズの発祥だと勘違いしている。
ビデオのキャプションによると、これはオーストラリアのシドニーで収録された。ビデオの中では、主人公『ホアン・マン（ワン・マン）』が「フリー・ハグ」FREE HUGと書かれた看板を掲げて、ハグを呼びかけながらピット・ストリート・モールを歩いていく。曲を作ったのは、地元のバンド『Sick Puppies（シック・パピーズ）』当初持たれていたマンの動機への疑いは、やがて快くハグを受け入れる人とハグを呼びかける人々（男女を問わず）の緩やかな増加に取って代わり、普及が進んでいった。しばらく後に当地の守衛が、後には警官が彼らに向けてフリー・ハグズを止めるよう通告を行った。マンが活動するために必要な2500万ドル相当の賠償責任保険に入っていないというのがその理由だった。マンと仲間たちは保険金なしでキャンペーン続行を許可してもらうよう当局を説得するための嘆願書を作成した。嘆願書には1万人分の署名が集まり、これを提出することで彼はフリー・ハグズを続ける許可を受けた。

### インターナショナル・フリー・ハグズ・デイ
フリー・ハグズ・キャンペーンのウェブサイト上のフォーラムの参加者たちは、公式の「国際フリー・ハグズの日」を宣言することに決めた。日時は2007年の7月7日、土曜日（7/7/7の日）と設定されている。

### 評判と行為の拡大
- ホアン・マンはオーストラリア「テン・ニュース」でレポーター、アンジェラ・ビショップにインタビューされている。
- 「フリー・ハグズ・キャンペーン」のビデオ・クリップはYouTube上で大量の積極的な反応を受けた。4万5000人以上がレーティングに投票したが、平均が星五つ中四つという高いものだった。2007年4月現在では1500万以上のページ閲覧、2万6000以上のコメント、「お気に入り」ビデオ入りは 7万9000以上に達している。またサイト全体でも最多閲覧から10番目に位置している。同ビデオは2007年3月27日に発表された「YouTube・アウォード・2006」投票結果により"Most Inspirational（今年最も気持ちを高揚させてくれたビデオ）"賞を受賞している。
- 2006年10月4日、二人の学生（ショーン・ガーツ、クリス・ブレジンスキー）が米国オレゴン州のウィルソンヴィルのウィルソンヴィル高校でフリー・ハグズを実行した。
- 台湾のカレッジの学生、ユー・ツウェイは2006年10月に台北で「ハグ・エヴリワン・イン・台湾」キャンペーンを始めた。
- ピット・ストリート・モールでの大規模な「フリー・ハグズ」の決行が、ニューサウスウェールズ州 の労働者の日〔2006年10月1日　オーストラリアでは祝祭日「労働者の日」の日付は、州ごとに異なっている〕に設定され、この告知がYouTubeや他メディア報道で大量に伝達された。
- 2006年10月後半にはイタリアのいくつかの都市で、組織的に「フリー・ハグズ・キャンペーン」が行われた。
- 2006 年10月27日には米国イリノイ州のマッケンドリー・カレッジの学生たちが、ワールド・シリーズ5回戦の始まる直前のブッシュ・スタジアム（ミズーリ州セントルイス）の前で「フリー・ハグズ」を行った。この様子がメジャーリーグの公式サイト「MLBドットコム」を初めとする各メディアに採り上げられた。
- 2006年10月30日、マンは米国のオプラ・ウィンフリーに彼女の番組「オプラ」出演依頼を受けた。この番組のプロデューサーかかりつけの医者が、 YouTubeで「フリー・ハグズ」ビデオを見て進言したからだという。マンは当日の朝、収録スタジオの外に出て、番組収録に参加するため待っていた観客たちに「フリー・ハグズ」を申し込んでいった。時間経過と共に、幾人かがマンとハグした様子が番組スタッフによってカメラに収められ、この日の番組で放送された。
- 2006年11月4日、ホアン・マンの新しいビデオがYouTubeに投稿された。ここでマンは、多くの人々がビデオを見て積極的な反応をくれたこと、また多くの視聴のために払われた助力にもお礼を述べ、各国で「フリー・ハグズ・キャンペーン」が始まっていることを付け加えた。マンはシモン・ムーアと「フリー・ヘルプ」と名づけた慈善活動の構想を持ち出して、参加を促した。これは「良きサマリア人」のひそみに習って、必要なものが手に入らない人々への助力を、出来るだけ仲介を省いて直に与えるというものだった。この慈善活動は今では行われていない。
- 2006年11月6日、中国の上海で24歳の"バイグ"という人物に先導されて、11人からなるグループがキャンペーンを行ったが、公共の場で集会を開く許可を得ていないと当局に1時間勾留される結果となった。
- 「フリー・ハグズ」の催しが2006年11月10日に米国のコロラド州ボールダーで行われ、地元メディアで報じられた。
- ベルギーでは2006年の終り近く、12月22、23日にアントウェルペンで、同月30日にはヘントで「フリー・ハグズ・キャンペーン」が行われた。
- 2006年11月18日にスイスのジュネーヴ で、オンライン・コミュニティーの「ジュネーヴ・オンライン」が先導して、初めて「フリー・ハグズ」の催しが行われた。
- 「フリー・ハグズ」の創始者たちは2006年10月19日付の「WHOドットコム」（オーストラリアの芸能誌のオンライン版）にインタビューされた。
- 2006年11月25日、「フリー・ハグズ」を行った米国シカゴ在住で友人同士のアンバー・グリヴェン とニコラス・マルコスは、現場にやってきた警官に向かってハグに加わるように説得した。翌月10日に彼ら2人は他の友人を伴って、今度は同市のダウンタウンで敢行した。彼らはFOXニュース・シカゴのスタッフの取材対象にされ、このレポートがニュース中で放送された。2人が撮った初めてのビデオに使われた歌 （ビーによる"Gimme All You Got"）のダウンロード販売からの利益はユニセフに寄付された。
- 2007年1月28日には台湾の掲示板サイト、“PTT BBS"で出会った大学生グループが「フリー・ハグズ」運動をカオシュン（高雄）のアーバン・スポットライト・アーケイド（城市光廊）で始めた。
- フランス政府は、AIDS（HIV）に感染した人々への待遇差別撤廃に向けた構想のひとつとして、街で「フリー・ハグズ」を申し出るサインボードを掲げた見知らぬ人を抱擁するよう、市民に働きかける予定だという。
- オーストラリアABCのコメディ番組「ザ・チェイサーズ・ウォー・オン・エヴリシング」最新のシリーズで、製作者たちによりパロディ・ビデオが作られている。"Free Feel Ups"、"Free Wedgie"、"Free Root"そして"Free Sign"である。
- 2007年4月14日、英国ニューカッスル・アポン・タイン 在住のポルトガル人ウェイトレス、サラ・ヴィエラは、ニューカッスル・シティ・センター前の通りで「フリー・ハグズ」を行い、BBCニュースと地元の新聞両方で報じられた。
- 「フリー・ハグズ」の言葉はYouTubeへのビデオでの登場以来、マイスペースやフェイスブックなど、数多くのソーシャル・ネットワーキング・サイトを通して、人々に浸透しつつある。

（この節、導入部以外Wikipedia Englishからの翻訳　en:Free Hugs Campaign）

## 日本でのフリー・ハグズの広まり
- 2005年ぐらいよりSNS(mixi)内のコミュニティから広まり始める。
- そのコミュニティ内で自分も始めますということを宣言した人物が日本で初めて、京都の街でフリーハグに立つ。
- 2006年の末から全国に活動が広まり、現在では多くの都市でフリー・ハグズをしている人がいる。
- 大阪では女優のさあな、京都ではTogiという人物がメディアでも多く取り上げられ、新聞や雑誌やテレビで紹介されている。
- その後朝日放送『探偵!ナイトスクープ』2006年12月1日放送分で､｢街で人はハグしてくれるのか?｣というタイトルの調査依頼がオンエアされ､依頼者の青年が大阪の街頭に立ってフリー・ハグズを求めるシーンが流れた｡このオンエアは多くの感動を呼び､依頼者の青年が同番組内の2007年アカデミー大賞最優秀主演男優賞を受賞した｡
- 東京では瀬口輝という人物の原宿での活動が新聞や雑誌やテレビ・ラジオで紹介された。2007年10月には日本テレビ系「オジサンズ11」でタレントの薬丸裕英とフリー・ハグズをしている[3][4][5]。
- 2007年4月発売のGANGA ZUMBAのファーストアルバムUMのPVでボーカルの宮沢和史がフリー・ハグズをしている[6]。
- 主に九州地方で放送されているローカル番組「ドォーモ」では視聴者からフリー・ハグズをしたい人を募集し、選ばれた数人がフリー・ハグズを行う姿を放送した。後日、番組内でその反響の大きさが伝えられ、シリーズ化された。
- 今日の日本においては近年悪化している韓国との隣国関係改善の意味でも日本人が各国の街に出歩きフリー・ハグズを行っており、韓国人が日本でやる場合も見受けられる。これに関した動画は動画共有サイトなどに多数アップされており大きな反響を呼んでいる。